# Willy Kiefer
Willy Kiefer (* März 1927 in Fulda; † Februar 2013) war ein deutscher Beamter, Heimatforscher und Autor mehrerer Fachbücher über Heimatgeschichte.

## Leben und Wirken
Kiefer erreichte die Hochschulreife am Domgymnasium Fulda. Danach trat er in den gehobenen Verwaltungsdienst bei der Regierung Kassel ein und war, unterbrochen durch die Einberufung zum Wehrdienst im Zweiten Weltkrieg ab Januar 1945, danach ab Mai 1945 beim Landratsamt Fulda tätig. 1955 wurde er zum Kreisinspektor ernannt. 1991 ging er nach 47 Dienstjahren als Oberverwaltungsrat bei der Kreisverwaltung in den Ruhestand, wo er zuletzt das Amt für Umweltschutz und Landschaftspflege geleitet hatte. Verbunden damit war er auch seit seiner Gründung 1963 geschäftsführend tätig beim Naturpark Hessische Rhön. Fuldas Oberbürgermeister Gerhard Möller benannte seine Tätigkeit im Umwelt- und Naturschutz als Pionierarbeit.
Ehrenamtlich war Kiefer von 1980 bis 2011 im Vorstand des Fuldaer Geschichtsvereins tätig. Sowohl das Rhöner Museumsdorf in Tann als auch der geologische Lehrpfad auf der Wasserkuppe wurden maßgeblich durch seine Initiative ermöglicht.
Sein persönliches Archiv übergab Kiefer persönlich an das Stadtarchiv Fulda. Er war seit 1958 verheiratet und hatte drei Kinder.

## Ehrungen
- Justus-Schneider-Medaille des Rhönklubs[2]
- Alexander-von-Humboldt-Medaille der Alfred Toepfer Stiftung F. V. S.[2]

## Werke
- Traisbach. Monographie eines Dorfes. Veröffentlichung des Fuldaer Geschichtsvereins 49; Verlag Parzeller, Fulda 1971
- Willy Kiefer, Anton Kaiser, Peter Skrodski: Motten – Geschichte und Gegenwart 837–1977. Festschrift zum Gemeindejubiläum am 11.9.1977. Gemeinde Motten, 1977
- 1000 Jahre Wissels: ein Gang durch die Geschichte. Veröffentlichung des Fuldaer Geschichtsvereins 51; Verlag Parzeller, Fulda 1980
- Die Milseburg. Verlag Parzeller, Fulda 1992
- Die Moore der Rhön 1. Auflage 1996 und 2. Auflage 2008, Verlag Parzeller, Fulda
- Die Landgerichte Hilders und Weyhers um 1860. Veröffentlichungen zur Volkskunde und Kulturgeschichte 98; Würzburg 2005, als Herausgeber gemeinsam mit Thomas Heiler, Klaus Reder